# L'Araignée et la Rose
Pour plus de détails, voir Fiche technique et Distribution.
L'Araignée et la Rose (titre original : The Spider and the Rose) est un film américain muet réalisé par John McDermott, sorti en 1923.

## Fiche technique
- Titre original : The Spider and the Rose
- Réalisation : John McDermott
- Scénario : Richard Schayer, d'après une histoire de Gerald C. Duffy
- Société de production : B.F. Zeidman Productions
- Photographie : Glen MacWilliams, Charles Richardson
- Format : 35 mm
- Durée : 7 bobines
- Dates de sortie : 
  - États-Unis : 15 février 1923
  - France : 30 novembre 1923

## Distribution
- Alice Lake : Paula
- Richard Headrick : Don Marcello enfant
- Gaston Glass : Don Marcello
- Joseph J. Dowling	: le gouverneur
- Robert McKim : Mendozza
- Noah Beery : Maître Renaud
- Otis Harlan : le secrétaire
- Frank Campeau : Don Fernando
- Andrew Arbuckle : le prêtre
- Alec Francis : le Bon Padre
- Edwin Stevens : l'évêque Oliveros
- Louise Fazenda : Dolores